# Luca Matteassi
Luca Matteassi (Grosseto, 23 gennaio 1979) è un dirigente sportivo ed ex calciatore italiano, di ruolo centrocampista..

## Caratteristiche tecniche
Matteassi è stato un esterno destro di centrocampo, capace di coniugare la fase offensiva a quella difensiva, avendo giocato per la maggior parte della carriera in squadre che adottavano la difesa a 3. Sul finire di carriera viene impiegato anche come trequartista.

## Carriera

### Giocatore
Grossetano, cresce nelle giovanili del Piacenza, con cui esordisce in Serie A l'11 maggio 1997 nella vittoria interna per 3-1 sull'Atalanta. Viene poi mandato in prestito in varie squadre di serie C (Rimini, Albinoleffe, Brescello). Nelle stagioni in Serie C trova spazio come titolare, e viene acquistato dall'Verona, inizialmente in prestito come riserva di Mauro Germán Camoranesi. In due stagioni in riva all'Adige trova poco spazio tra Serie A e Serie B, collezionando complessivamente 17 presenze.
Si trasferisce quindi nuovamente in prestito in Serie C1, vestendo le maglie di Spezia (con cui vince una Coppa Italia di Serie C nel 2005) e Novara, che successivamente lo riscatta: in Piemonte gioca per quattro campionati consecutivi. Lasciati i piemontesi, gioca ancora una stagione in Seconda Divisione con la maglia della Pro Belvedere, prima di scendere in Eccellenza al Fidenza.
Nel 2011 sale in Serie D, trasferendosi al neopromosso Atletico BP Pro Piacenza. Viene riconfermato anche per la stagione successiva, nella quale la squadra raggiunge i play-off, e per il campionato 2013-2014, quando la società assume la denominazione Pro Piacenza e ne diventa capitano. Con la formazione rossonera ottiene il primo posto in campionato e la promozione in Lega Pro, e nella stagione successiva contribuisce alla salvezza con 9 reti, risultando il capocannoniere della squadra.
Nel giugno 2015 torna al Piacenza, nel quale aveva iniziato la carriera. Il 4 maggio 2016, dopo la vittoria del campionato di serie D, prolunga per un altro anno col club emiliano. Il 30 novembre seguente annuncia l'addio al calcio giocato al termine della stagione.

### Dirigente
Dopo il ritiro diventa il nuovo direttore tecnico della squadra emiliana, in attesa del conseguimento della licenza da direttore sportivo, ottenuta nel dicembre del 2017. Il 7 maggio 2020 rescinde il contratto che lo legava al club biancorosso.
Il 19 giugno 2020 viene annunciato come nuovo direttore sportivo del Modena. Il 14 giugno 2021 lascia la squadra emiliana.
Il 19 giugno 2021 diventa il nuovo direttore sportivo del Pescara. Lascia l'incarico il 22 giugno 2022 dopo aver fallito l'obiettivo della promozione in serie B, venendo sostituito da Daniele Delli Carri, e nell'ottobre successivo fa ritorno al Piacenza sempre come direttore sportivo.
Il 24 giugno 2023 viene assunto come ds dal Vicenza.

## Statistiche

### Presenze e reti nei club
| Stagione        | Squadra         | Campionato      | Campionato | Campionato | Coppe nazionali | Coppe nazionali | Coppe nazionali | Coppe continentali | Coppe continentali | Coppe continentali | Altre coppe | Altre coppe | Altre coppe | Totale | Totale |
| Stagione        | Squadra         | Comp            | Pres       | Reti       | Comp            | Pres            | Reti            | Comp               | Pres               | Reti               | Comp        | Pres        | Reti        | Pres   | Reti   |
| --------------- | --------------- | --------------- | ---------- | ---------- | --------------- | --------------- | --------------- | ------------------ | ------------------ | ------------------ | ----------- | ----------- | ----------- | ------ | ------ |
| 1996-1997       | Piacenza        | A               | 2          | 0          | CI              | 0               | 0               | -                  | -                  | -                  | -           | -           | -           | 2      | 0      |
| 1997-1998       | Piacenza        | A               | 0          | 0          | CI              | 0               | 0               | -                  | -                  | -                  | -           | -           | -           | 0      | 0      |
| 1998-1999       | Rimini          | C2              | 22+2       | 0          | CI-C            | 0               | 0               | -                  | -                  | -                  | -           | -           | -           | 24     | 0      |
| 1999-2000       | AlbinoLeffe     | C1              | 26         | 0          | CI-C            | 0               | 0               | -                  | -                  | -                  | -           | -           | -           | 26     | 0      |
| 2000-2001       | Brescello       | C1              | 24+2       | 0          | CI+CI-C         | 0               | 0               | -                  | -                  | -                  | -           | -           | -           | 26     | 0      |
| 2001-2002       | Verona          | A               | 6          | 0          | CI              | 1               | 0               | -                  | -                  | -                  | -           | -           | -           | 7      | 0      |
| 2002-2003       | Verona          | B               | 11         | 0          | CI              | 2               | 0               | -                  | -                  | -                  | -           | -           | -           | 13     | 0      |
| 2003-2004       | Spezia          | C1              | 28         | 4          | CI-C            | 0               | 0               | -                  | -                  | -                  | -           | -           | -           | 28     | 4      |
| 2004-2005       | Spezia          | C1              | 28         | 2          | CI-C            | 0               | 0               | -                  | -                  | -                  | -           | -           | -           | 28     | 2      |
| Totale Spezia   | Totale Spezia   | Totale Spezia   | 56         | 6          |                 | 0               | 0               |                    | -                  | -                  |             | -           | -           | 56     | 6      |
| ago. 2005       | Verona          | B               | 0          | 0          | CI              | 1               | 0               | -                  | -                  | -                  | -           | -           | -           | 1      | 0      |
| Totale Verona   | Totale Verona   | Totale Verona   | 17         | 0          |                 | 4               | 0               |                    | -                  | -                  |             | -           | -           | 21     | 0      |
| ago. 2005-2006  | Novara          | C1              | 31         | 4          | CI-C            | 0               | 0               | -                  | -                  | -                  | -           | -           | -           | 31     | 4      |
| 2006-2007       | Novara          | C1              | 32         | 4          | CI+CI-C         | 1+0             | 0               | -                  | -                  | -                  | -           | -           | -           | 33     | 4      |
| 2007-2008       | Novara          | C1              | 25         | 2          | CI-C            | 0               | 0               | -                  | -                  | -                  | -           | -           | -           | 25     | 2      |
| 2008-2009       | Novara          | 1D              | 23         | 1          | CI+CI-LP        | 2+4             | 0+2             | -                  | -                  | -                  | -           | -           | -           | 29     | 3      |
| Totale Novara   | Totale Novara   | Totale Novara   | 111        | 11         |                 | 7               | 2               |                    | -                  | -                  |             | -           | -           | 118    | 13     |
| 2009-2010       | Pro Belvedere   | 2D              | 25         | 1          | CI-LP           | 0               | 0               | -                  | -                  | -                  | -           | -           | -           | 25     | 1      |
| 2014-2015       | Pro Piacenza    | LP              | 37+2       | 9+1        | CI-LP           | 2               | 0               | -                  | -                  | -                  | -           | -           | -           | 41     | 10     |
| 2015-2016       | Piacenza        | D               | 32+4       | 8+1        | CI-D            | 0               | 0               | -                  | -                  | -                  | -           | -           | -           | 36     | 9      |
| 2016-2017       | Piacenza        | LP              | 31+2       | 5          | CI-LP           | 2               | 0               | -                  | -                  | -                  | -           | -           | -           | 35     | 5      |
| Totale Piacenza | Totale Piacenza | Totale Piacenza | 65+6       | 13+1       |                 | 2               | 0               |                    | -                  | -                  |             | -           | -           | 73     | 14     |
| Totale carriera | Totale carriera | Totale carriera | 395        | 42         |                 | 15              | 2               |                    | -                  | -                  |             | -           | -           | 410    | 44     |

## Palmarès
- Coppa Italia Serie C: 1

Spezia: 2004-2005
- Serie D: 2

Pro Piacenza: 2013-2014
Piacenza: 2015-2016